# Придрага
Придрага је насељено место у саставу општине Новиград, у Задарској жупанији, Република Хрватска.

## Историја
До територијалне реорганизације у Хрватској налазила се у саставу старе општине Задар. Током рата у Хрватској (1991—1995) Придрага се налазила у Републици Српској Крајини.

## Становништво
На попису становништва 2011. године, Придрага је имала 1.470 становника.

## Попис 1991.
На попису становништва 1991. године, насељено место Придрага је имало 1.799 становника, следећег националног састава:
| Попис 1991.‍   | Попис 1991.‍ | Попис 1991.‍ | Попис 1991.‍ | Попис 1991.‍ |
| ------------- | ----------- | ----------- | ----------- | ----------- |
|               |             |             |             |             |
| Хрвати        | Хрвати      |             | 1.770       | 98,38%      |
| Срби          | Срби        |             | 2           | 0,11%       |
| Муслимани     | Муслимани   |             | 1           | 0,05%       |
| остали        | остали      |             | 1           | 0,05%       |
| непознато     | непознато   |             | 25          | 1,38%       |
| укупно: 1.799 |             |             |             |             |